# 尚灝王
尚灝王（しょうこうおう、1787年7月14日（乾隆52年5月29日） - 1834年7月5日（道光14年5月29日））は琉球王国第二尚氏王朝の第17代国王（在位：嘉慶9年（1804年） - 道光14年（1834年））。童名は思次良金（うみじらがね）。

## 主な経歴
父の尚哲は14代尚穆王の世子であったが、王位を継がぬままに死去してしまう。祖父の尚穆王が没すると、次兄の尚温王が践祚し15代国王となった。さらに兄王が薨去し、その子尚成王がわずか3歳で王位を継ぐも翌年死去し、ついに尚灝王が王位を継ぐことになった。
晩年精神病を患ったため、1828年（道光8年）世子の尚育が摂位した。晩年は坊主御主（ぼうずうしゅう）と呼ばれた。
在位中、宮古・八重山方面への派遣医師の増員のほか、琉球の刑法典である『琉球科律』を追補する『新集科律』の編纂事業があった。
1816年には、バジル・ホールが来琉している。
1824年には旱魃と台風襲来による土砂災害などが発生して大飢饉となった。1825年までの餓死者は3358人に達した。

## 家族
尚哲の四男として生まれる。即位前、一時尚容・宜野湾王子朝祥（小禄御殿十世）の養子となっていたが、王位にあった次兄尚温王とその子尚成王が没したため、最終的に踐祚することになった。
一妃二夫人八妻をもち、九男十七女の子をもうけた。八人の妻のうち、もともと士族の出自であったのは思亀樽・謝名堂阿護母志良礼のみで、他は全て平民の出である。王の子をもうけたことにより、彼女らの父親は家譜を賜っているが、その内訳をみると史開基・前田親雲上友範のように、地頭職にあげられた者もいる。しかし八人の妻が出自とする家の家譜は現在まだ一冊も見つかっておらず、その詳細は不明である。
また十六女：真牛金翁主と八男：尚腆・真蒲戸金王子の母親は、『中山世譜』や『王代記』にも記載されておらず、誰の子であるかの特定が難しい。出生年と没年からみて真加戸樽・座喜味阿護母志良礼の子ではない。また出生時期の重なりから十六女：真牛金翁主の母は思戸金・又吉阿護母志良礼ではないことは分かっている。
- 父：尚哲
- 母：真鍋樽金・聞得大君加那志　（号は徳沢）
- 妃：思亀樽金・佐敷按司加那志　（号は順徳。父は豊見城御殿六世豊見城王子朝興）
- 夫人：真松金・具志堅按司加那志　（父は譜久山殿内十二世向廷錫・翁長親方朝興）
- 夫人：真鍋樽・古波蔵按司　（号は蘭渓。父は向廷計・伊是名里之子親雲上朝猷）
- 妻：真牛金・小那覇阿護母志良礼　（号は福岩。父は劉英奇・呉屋子定根）
- 妻：真牛金・前田阿護母志良礼　（号は蘭室。父は史開基・前田親雲上友範）
- 妻：真加戸樽・座喜味阿護母志良礼　（号は寂照。父は載恩重・座喜味筑登之親雲上蔡方）
- 妻：思戸金・又吉阿護母志良礼　（号は雪庭。父は泉崇勲・又吉筑登之親雲上清照）
- 妻：真鶴金・宮城阿護母志良礼　（父は泉崇勲・又吉筑登之親雲上清照）
- 妻：真呉勢金・上間阿護母志良礼　（父は顧自新・玉城筑登之親雲上直豊）
- 妻：思武樽金・仲西阿護母志良礼　（号は慈雲。父は元興業・儀保筑登之親雲上宜照）
- 妻：思亀樽・謝名堂阿護母志良礼　（号は貞室。父は任氏謝名堂筑登之昌禄）
- 子女
  - 長男：尚育　（第二尚氏王統18代王）
  - 次男：尚膺　（童名は思五郎金。享年3）
  - 三男：尚惇・大里王子朝教　（大里御殿元祖。のち摂政）
  - 四男：尚怡・真蒲戸金王子　（夭死。享年1）
  - 五男：尚健・伊江王子朝直　（伊江御殿の嗣子となる。のち摂政）
  - 六男：尚謙・義村王子朝章　（義村御殿の嗣子となる）
  - 七男：尚慎・玉川王子朝達　（玉川御殿の嗣子となる）
  - 八男：尚腆・真蒲戸金王子　（享年5）
  - 九男：尚脩、名護王子朝睦　（名護御殿の嗣子となるも早世。享年15）
  - 長女：真鍋樽・翁長翁主　（向氏波平按司朝武に嫁ぐ）
  - 二女：思亀金・識名翁主　（馬氏与那原良憙に嫁ぐ）
  - 三女：真鶴金・聞得大君加那志　（向氏玉城按司朝敕に嫁ぐ）
  - 五女：真呉勢金・嘉味田翁主　（向氏勝連按司朝典に嫁ぐ）
  - 四女：真牛金・安室翁主　（蔡氏具志頭里主得宣に嫁ぐ）
  - 六女：思亀樽金翁主　（夭死。享年1）
  - 七女：真鶴金・嘉手苅翁主　（向氏松島親方朝陳に嫁ぐ）
  - 八女：真鍋樽・小那覇翁主　（向汝礪・見里親方朝信に嫁ぐ）
  - 九女：思亀樽・与那覇翁主　（金思義・沢岻里主安惟に嫁ぐ）
  - 十女：真麻刈金・石嶺翁主　（未婚）
  - 十一女：思戸金・牧志翁主　（向有恒・宜湾親方朝保に嫁ぐ）
  - 十二女：思戸金翁主　（夭死・享年1）
  - 十三女：真牛金・安里翁主　（向氏大宜見按司朝平に嫁ぐ）
  - 十四女：真鍋樽金翁主　（夭死。享年2）
  - 十五女：真加戸樽金・宮平翁主　（向氏具志川按司朝敕に嫁ぐ）
  - 十六女：真牛金翁主　（母は不詳。夭死。享年4）
  - 十七女：思武大金・掛保久翁主　（楊氏平良親方昌章に嫁ぐ）